# Rockstar 101
"Rockstar 101" là một bài hát của nữ ca sĩ Rihanna từ album phòng thu thứ tư của cô ấy, Rated R (2009). Bài hát có sự góp giọng của nghệ sĩ guitar Slash từ nhóm nhạc rock Guns N' Roses. Bài hát được phát hành ngày 18 tháng 5 năm 2010, dưới dạng đĩa đơn thứ năm từ album.

## Xếp hạng
| Bảng xếp hạng (2010)                     | Vị trí cao nhất |
| ---------------------------------------- | --------------- |
| Australia (ARIA)                         | 24              |
| US Billboard Hot 100                     | 64              |
| US Hot Dance Club Songs (Billboard)      | 2               |
| US R&B/Hip-hop Digital Songs (Billboard) | 10              |

## Chứng nhận
| Quốc gia                                                                           | Chứng nhận | Số đơn vị/doanh số chứng nhận |
| ---------------------------------------------------------------------------------- | ---------- | ----------------------------- |
| Hoa Kỳ (RIAA)                                                                      | Vàng       | 500.000‡                      |
| * Chứng nhận dựa theo doanh số tiêu thụ. ^ Chứng nhận dựa theo doanh số nhập hàng. |            |                               |